# Građani, Cetinje
Građani este un sat din comuna Cetinje, Muntenegru. Conform datelor de la recensământul din 2003, localitatea are 23 de locuitori (la recensământul din 1991 erau 31 de locuitori).

## Demografie
În satul Građani locuiesc 21 de persoane adulte, iar vârsta medie a populației este de 60,7 de ani (57,4 la bărbați și 63,2 la femei). În localitate sunt 10 gospodării, iar numărul mediu de membri în gospodărie este de 2,30.
|  |

| Demografie | Demografie | Demografie |
| An         | Locuitori  | Locuitori  |
| ---------- | ---------- | ---------- |
|            |            |            |
|            |            |            |
|            |            |            |
|            |            |            |
| 1948       | 223        |            |
| 1953       | 179        |            |
| 1961       | 151        |            |
| 1971       | 107        |            |
| 1981       | 68         |            |
| 1991       | 31         | 31         |
| 2003       | 23         | 23         |

| \| Componența etnică conform recensământului din 2003[2] \| Componența etnică conform recensământului din 2003[2] \| Componența etnică conform recensământului din 2003[2] \| Componența etnică conform recensământului din 2003[2] \| Componența etnică conform recensământului din 2003[2] \| \| ----------------------------------------------------- \| ----------------------------------------------------- \| ----------------------------------------------------- \| ----------------------------------------------------- \| ----------------------------------------------------- \| \| \| \| \| \| \| \| Muntenegreni \| Muntenegreni \| \| 20 \| 86,95% \| \| necunoscută \| necunoscută \| \| 3 \| 13,04% \| |              |  |    |        |
| Componența etnică conform recensământului din 2003 |              |  |    |        |
| |              |  |    |        |
| Muntenegreni | Muntenegreni |  | 20 | 86,95% |
| necunoscută | necunoscută  |  | 3  | 13,04% |